# Polesie (województwo opolskie)
Polesie – wieś w Polsce położona w województwie opolskim, w powiecie oleskim, w gminie Rudniki, w sołectwie Mostki.
W latach 1975–1998 miejscowość położona była w województwie częstochowskim.
W pobliżu wsi, położony jest rezerwat przyrody Bukowa Góra.
Zobacz też: Polesie, Polesie Mikułowskie